# ジーニー堤
ジーニー堤（ジーニーつつみ、1985年12月31日 - ）は、日本のお笑い芸人。東京都町田市出身。GENIE'S ENTERTAINMENT所属。本名、堤 裕貴（つつみ ひろたか）。

## 来歴・人物
- 身長176cm、体重95kg、血液型はA型。
- 小学校から大学までを神奈川県横浜市私立桐蔭学園で過ごす。
- 実家は4代続く建設業。18歳で起業をするも経営は難航。アルバイトとして活動していたエキストラから、ウタワラに長州小力のバックダンサーとして出演。タレント業・司会業を開始。
- ニュージーランドへの留学経験を持つ。
- ディズニー関連と近藤春菜のモノマネで知られる。
- 格闘技観戦が趣味であり、藤本京太郎と出会ったことからボクシングを始める。アマチュアで試合にも出場し、戦績は2戦1勝1KO
- アニメ好きなことから様々なアニメキャラクターの声真似を開始、その後実際にオーディションを受け短編アニメ映画『嫌われ者のラス』で声優デビュー。当作品はゆうばり国際ファンタスティック映画祭、山形国際ムービーフェスティバルにてそれぞれ受賞作品となる。
- ノブ&フッキーを師匠と仰ぎ、フッキーの勧めでそっくり館キサラのオーディションを受け合格。現在もそっくり館キサラに出演中。
- 2013年より毎週土曜日19時よりJ:COMにて放映された『迷宮まほろ横丁〜町田市は東京都です〜』に渡辺裕太と共にレギュラー出演。
- 2015年5月8日放送「爆笑そっくりものまね紅白歌合戦スペシャル」にて顔真似部門MVPを獲得。
- 2016年6月1日には、東京都町田市にショーパブを併設した飲食店「海賊バルジーニーズ」を開業。

## 出演

### テレビ
- 迷宮まほろ横丁〜町田市は東京都です〜 レギュラー出演（J:COM）
- じっくり聞いタロウ〜スター近況（秘）報告〜（テレビ東京） - マスター
- モニタリング（TBS）
- 水曜日のダウンタウン（TBS）
- ものまねグランプリ（日本テレビ）
- スッキリ（日本テレビ）
- PON!（日本テレビ）
- 嵐にしやがれ（TBS）
- 行列のできる法律相談所（日本テレビ）
- ものまね紅白歌合戦（フジテレビ）
- 関ジャニ∞クロニクル（フジテレビ）
- おはスタ（テレビ東京）

### 映画
- 短編アニメーション映画　嫌われ者のラス（ジンベイおじさん 役）

### ラジオ
- 『堤裕貴のマチサガマニアック』（エフエムさがみ） - メインMC

## レパートリー
- ディズニーキャラクター（ミッキー、グーフィー、ドナルドダック、ジーニー等20種類以上）
- ディズニーアトラクション（ウエスタンリバー鉄道、カリブの海賊等20種類以上）
- ハリセンボン（近藤春菜）
- 小手伸也
- RADWIMPS（野田洋次郎）
- 君の名は。
- ロバート（秋山竜次）
- 槙原敬之
- 山口智充（ぐっさん）
- 山崎まさよし
- 山寺宏一
- CHAGE&ASKA (CHAGE)
- 西田敏行
- サザンオールスターズ（桑田佳祐・原由子）
- TOKIO（長瀬智也）
- 秋川雅史
- 松山千春
- 美輪明宏
- たむらけんじ
- デッカチャン
- 湘南乃風（若旦那・RED RICE）
- 巨人の星（左門豊作）
- ビッグボーイのマスコットキャラクター
- 他